# オーラヴ2世 (ノルウェー王)
オーラヴ2世またはオーラヴ・ハラルズソン（オーラヴ・ハラルドソン、オーラヴ・ハーラルソンの日本語表記も）（Olaf II Haraldsson、995年 – 1030年7月29日）は、ノルウェー王（在位：1015年 - 1028年）で、キリスト教の聖人。子にマグヌス1世があった。

## 概要
彼は、1030年7月29日のスティクレスタズの戦いで死去した1年後、『Rex Perpetuus Norvegiae （英語: Norway's Eternal King。「ノルウェーの永遠の王」の意）』の称号を与えられ、司教のグリムケルによってニーダロス（トロンハイム）において列聖された。彼はニーダロス大聖堂に祭られた。
ノルウェーにおいてのオーラヴの列聖は、1164年に教皇アレクサンデル3世に確認されたことでカトリック教会における世界的に容認された聖者とされた。オーラヴは正教会においても聖人とされ（記念日は7月29日、後に8月3日に変更）、大シスマ以前では最後のカトリック圏出身の聖人の1人となった。1536年から1537年にかけてのルーテル派による偶像破壊主義によって、ニーダロスの聖オーラヴの墓の正確な位置が1568年以降はわからなくなった。聖オーラヴはこんにちも国における法律面ならびに文化面での著名な位置にある。彼はノルウェーの国章の中では斧で象徴されている。そして、聖オラフの日（en:Olsok、7月29日）は今もなお彼の祝日である。また、聖オーラヴ勲章は彼に由来して名付けられている。
現在では、オーラヴは乱暴で残忍な傾向があったと一般的に考えられており、かつてオーラヴのその一面を軽視していたことが非難されている。特に民族ロマン主義（en:Norwegian romantic nationalism）の間、オーラヴは、同時代人によって国家独立と誇りのシンボルとされた。

## 名前
オーラヴ2世の古ノルド語の名前はÓlafr Haraldssonである。彼の生涯において、オーラヴは肥満王（the fat）もしくは頑健王（the stout）または巨大王（the big）として知られていた。現代のノルウェーにおいては、オーラヴは聖人となったことから一般に「オーラヴ聖王」と言われている。
オーラヴ・ハラルドソンの名は古ノルド語ではÓláfrであるが（語源：Anu – "先祖", Leifr – "継承者"）、Olavはそれを現代ノルウェー語にしたものであり、以前はOlafとつづられることもあった。彼の名はアイスランド語ではÓlafur、フェロー語ではÓlavur、デンマーク語ではOluf、スウェーデン語ではOlofとなる。Olaveはイングランドにおける伝統的な綴りで、彼にささげられた中世の教会の名前に残されている。Oláfr hinn helgi、Olavus rexやOlafなどの他の名前は区別されずに用いられている（スノッリ・ストゥルルソンの『ヘイムスクリングラ』参照）。またオーラヴはRex Perpetuus Norvegiae（ノルウェーの永遠の王、の意）と称されることもあり、それは13世紀に用いられた呼称である。典型的なノルウェー人のあだ名であるオラ・ノールマンの語は、この伝承がもとになっていると考えられており、そのためオーラヴという名が何世紀にもわたってノルウェーで最もよく使われた。

## 出生
オーラヴはリンガーリカで生まれた。母はオースタ・グドブランズドーテル、父はハーラル・グレンスケで、初代ノルウェー王ハーラル1世の玄孫にあたる。ハーラル・グレンスケは妻オースタがオーラヴを身ごもっている時に死去した。オースタは後にシグル・シュルと結婚し、二人の間には後にノルウェー王となるハーラル3世を含む子供が生まれた。

## オーラヴ・ハラルドソンのサガ
オーラヴ・ハラルドソンに関する資料は多く残されている。現存する最も古いものとしては、『Glælognskviða』（『Sea-Calm Poem』）があり、これはアイスランド人のソーラリンによって書かれたものである。その中でオーラヴはたたえられ、オーラヴが行ったいくつかの有名な奇跡について触れられている。
オーラヴについては、ノルウェーの歴史書の中にも言及されている。『Ágrip af Nóregskonungasögum』（1190年頃）、『Historia Norwegiae』（1160年頃 - 1175年）、そして修道士テオドリックによってラテン語で書かれた『Historia de Antiquitate Regum Norwagiensium』（1177年 - 1188年）である。
アイスランド人もまたオーラヴについてかなり記述しており、いくつかのアイスランド人のサガが現存する。それらは『ファグルスキンナ』（1220年頃）および『モルキンスキンナ』（1225年頃 - 1235年）である。有名な『ヘイムスクリングラ』（1225年頃）はスノッリ・ストゥルルソンによって書かれたものであるが、主にファグルスキンナ中のオーラヴの話がもとになっている。また、『聖オーラヴのサガ』（1200年頃）もスカルド詩を利用する上で重要な資料であり、それらの多くはオーラヴ自身によって書かれたものである。
さらに、聖オーラヴに関する聖人伝も多く現存するが、それらは主に彼によってなされたとされる奇跡を中心に描いており、彼の生涯を正しく表しているものではない。注目に値するものとして『福者オーラヴの情熱と奇跡』が挙げられる。

## 治世
オーラヴの生涯については1225年頃に書かれた『ヘイムスクリングラ』に記されている。その内容の信ぴょう性については疑わしいものの、オーラヴの事績について以下のように述べられている。

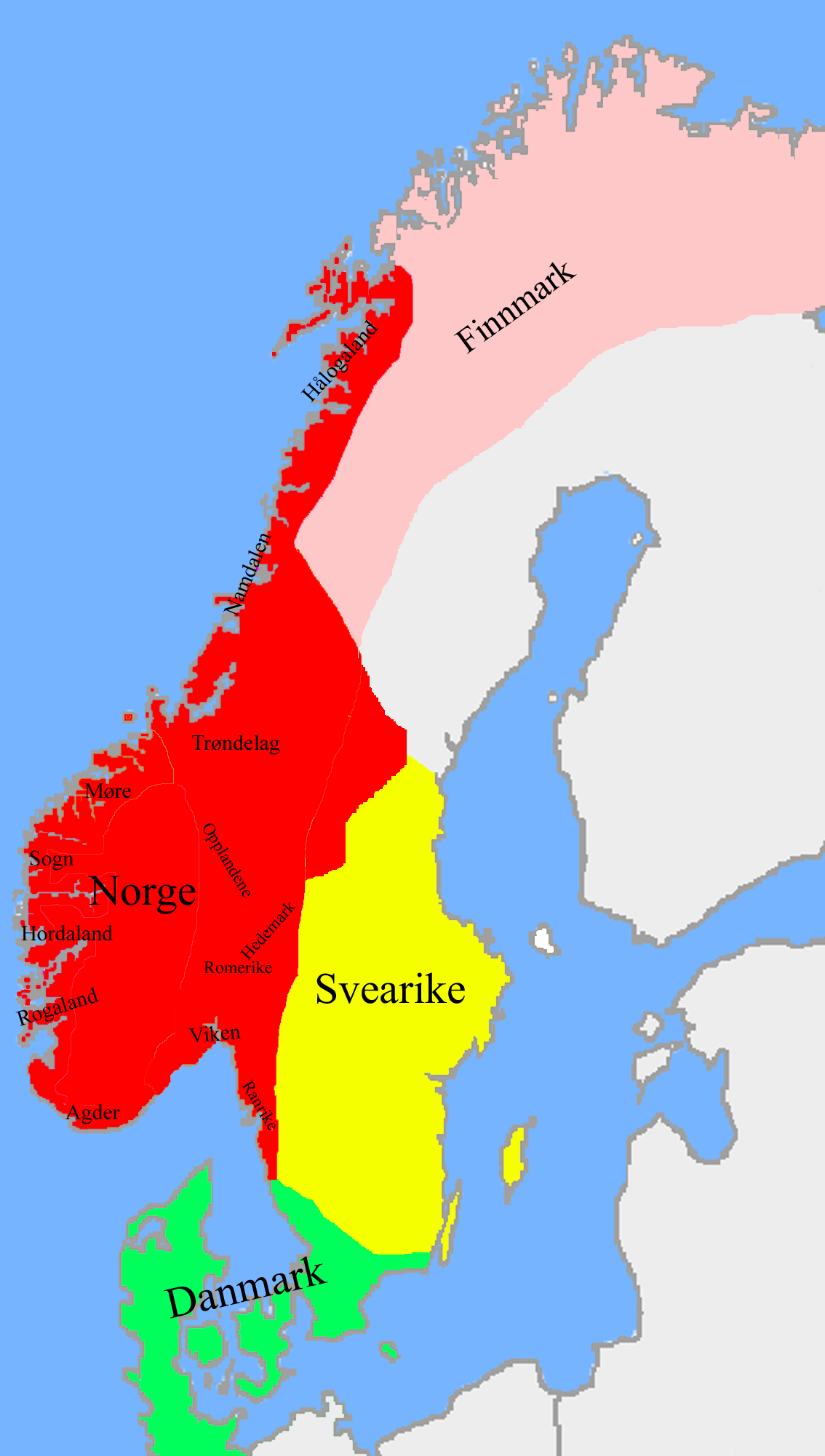
1020年のノルウェー

1008年頃、オーラヴはサーレマー島（オシリア）のエストニアの島にたどりついた。オシリア人は不意をつかれ、初めはオーラヴの要求に対して支払うことに同意したが、その後話し合いの最中に武器を集めノルウェー人を襲った。しかしオーラヴはこの戦いに勝った。
十代のころ、オーラヴはバルト地方に行き、その後デンマークへ、そして後にイングランドへ渡った。スカルド詩には、オーラヴはロンドン橋を壊して海からの攻撃を成功させたと書かれているが、アングロ＝サクソン側の資料にはこのことは言及されていない。この攻撃は1014年のことと思われ、イングランド人はロンドンを取り戻したのちエゼルレッド2世を王とし、カヌートを追い出した。
オーラヴは、自らの先祖ハーラル1世が行ったように、ノルウェーを一つの王国として統一することの必要性を感じた。帰路の途中、オーラヴはノルマンディー公リチャード2世と共に冬を過ごした。ノルマンディーは881年にノース人によって征服されていた。リチャード自身は熱心なキリスト教徒であり、ノルマン人もすでにキリスト教徒となっていた。オーラヴは去る前に、ルーアンで洗礼を受けた。
オーラヴは1015年にノルウェーに帰還し、ウプランドの5つの小国の王の支持を集め、自ら王と宣言した。1016年のネシャールの戦いにおいては、ラーデ伯の一人で事実上のノルウェーの支配者であったスヴェイン・ハーコナルソンに勝利した。オーラヴはボルグの町を建設したが、この町は現在のエストフォル県のサルプスボルグであり、サルプスフォッセンといわれる滝があることで知られる。数年のうちにオーラヴはこれまでの歴代の王よりも強い権力を手にした。
オーラヴは南部の小王たちを滅ぼし、貴族たちを制圧した。また、オークニー諸島の宗主権を主張し、デンマークに対する襲撃を行い成果を得た。スウェーデン王オーロフとの間では法務官トールギルを通して和平を結び、オーロフの同意はなかったものの、しばらくの間オーロフの娘インゲゲルドとは婚約していた。
1019年、オーラヴはオーロフの庶出の娘でかつての婚約者の異母妹にあたるアストリッドと結婚した。二人の間の娘ウルヴヒルはザクセン公オルドルフと1042年に結婚した。オルドルフとウルヴヒルはザクセン＝コーブルク＝ゴータ家をはじめとする多くの王室、大公家および公爵家の先祖にあたる。イギリス王エドワード7世の娘モードはノルウェー王オーラヴ5世の母后であり、オーラヴ5世とその子で現王のハーラル5世はオーラヴ2世の子孫にあたる。

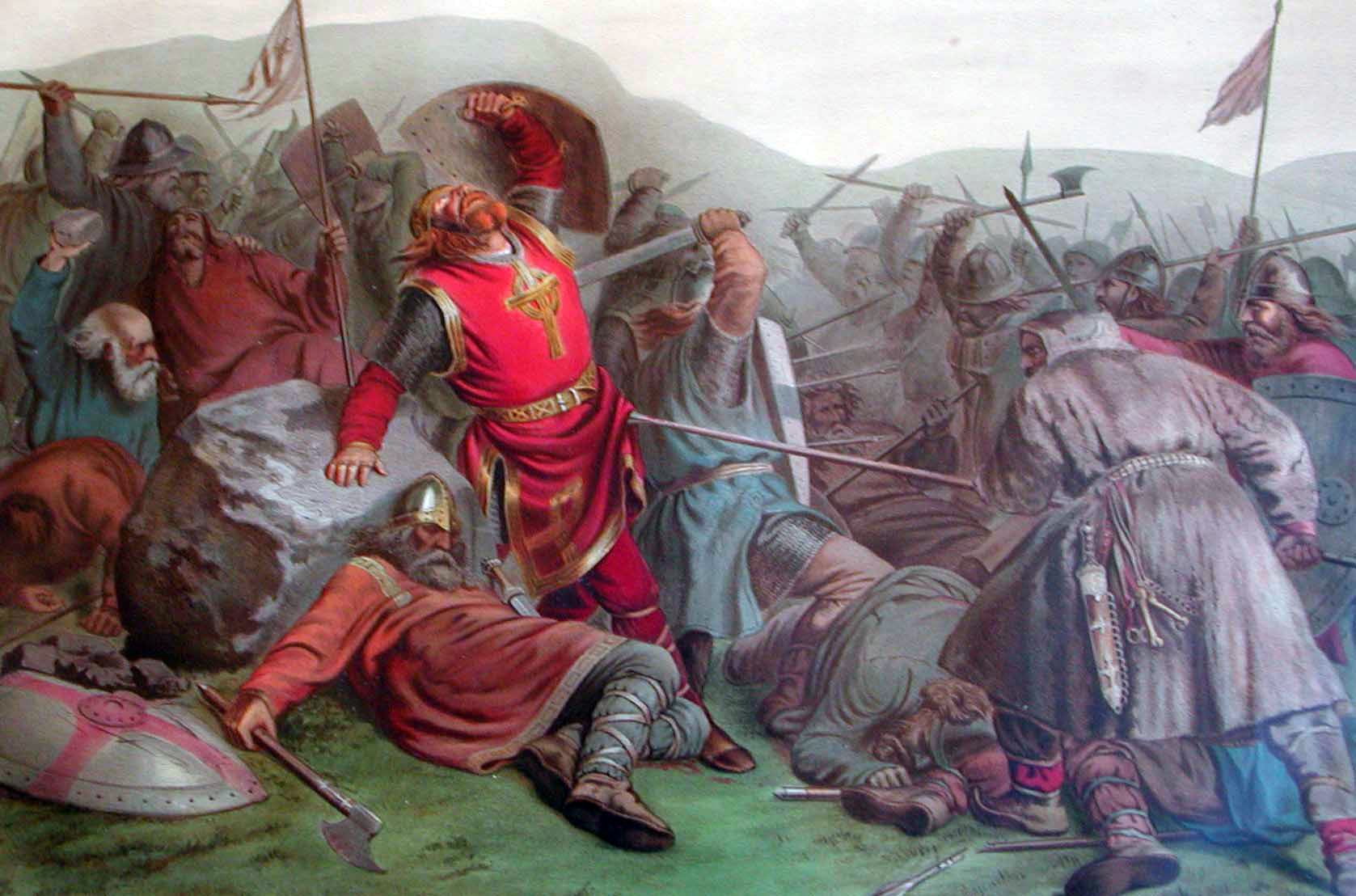
聖オーラヴの死
Peter Nicolai Arbo（1859年）

しかし、オーラヴの勝利は長くは続かなかった。1026年、オーラヴはヘルゲ川の戦いにおいて敗北を喫した。また、1029年には不満に満ちたノルウェー貴族がデンマーク王クヌーズ2世による侵略に加わった。オーラヴはキエフ大公国に逃亡した。オーラヴはしばらくの間スウェーデンのネルケ地方にとどまり、その地方の伝承によるとそこで多くの地元民に洗礼を施したという。1029年、クヌーズ王のノルウェーでの摂政ヤール・ホーコン・エイリークソンが海で遭難し死去した。オーラヴはこの機に乗じて王国に帰還したが、1030年のスティクレスターの戦いで死去した。その戦いではノルウェーの自らの家臣の一部もオーラヴに刃向い戦った。
クヌーズはイングランド統治に気を取られていたが、この戦いのあと5年間は息子スヴェンとその母エルギフ（古い文献には「Álfífa」の名で表されている）を摂政としてノルウェーを統治した。しかし、その摂政統治は嫌われ、オーラヴの庶子マグヌス1世 （善王）がノルウェー王位を主張し、スヴェンとエルギフは逃亡を余儀なくされた。

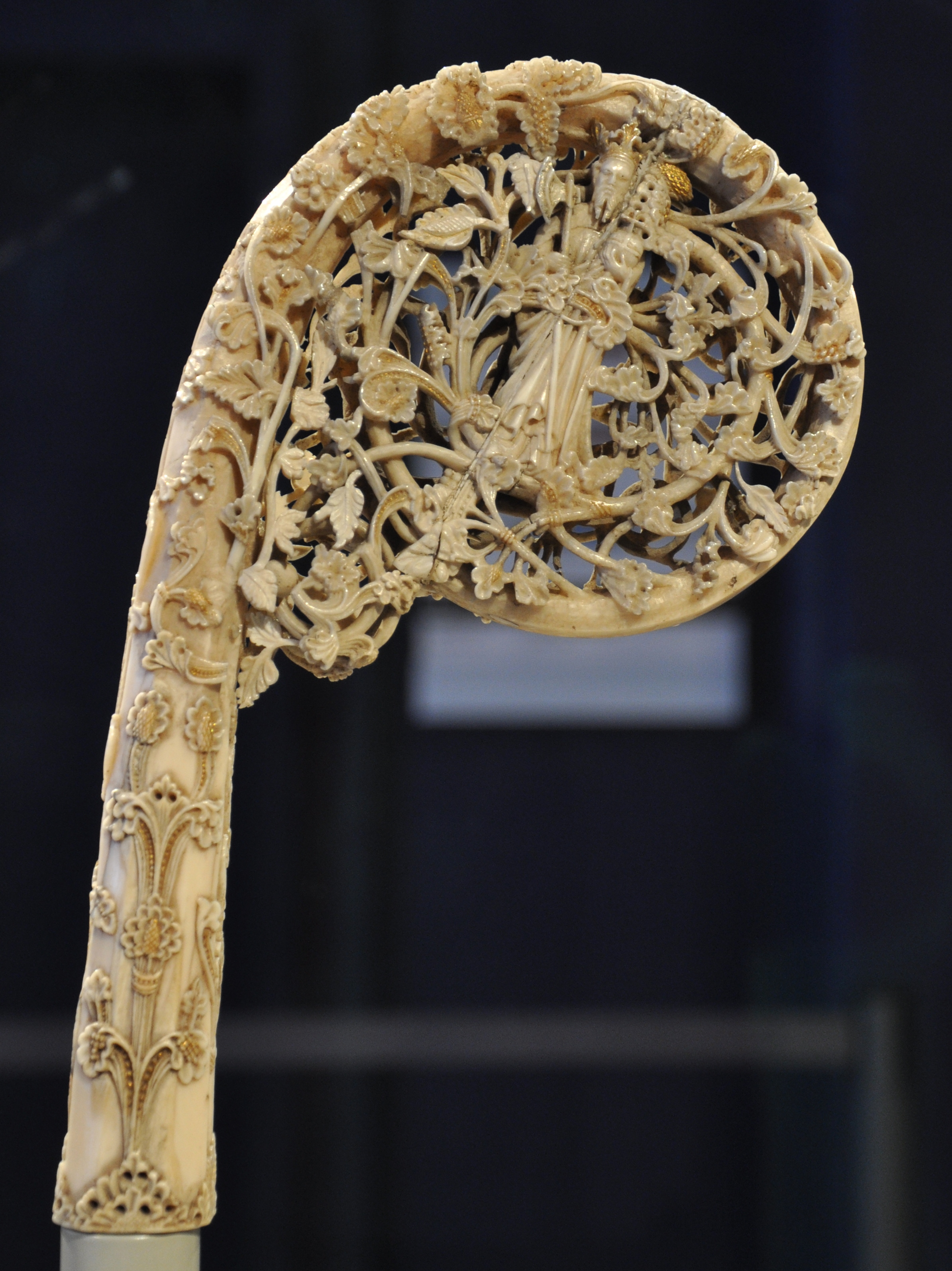
司教杖に施されている斧を持った聖オーラヴの像、セイウチの牙製、ノルウェー、1375年頃 - 1400年（ヴィクトリア&アルバート博物館蔵）

## 聖王としての問題点
かつてはオーラヴがノルウェーのキリスト教化を進めたとみられていたが、現在ではオーラヴ自身はほとんどキリスト教化に寄与していなかったと考えられている。オーラヴは司教グリムケルをノルウェーに伴い、グリムケルは教区の創設やノルウェー教会の組織化においてオーラヴを助けたと考えられている。しかし、グリムケルは王室にのみ関与していたにすぎず、また、教区が創設されるのも1100年頃以降のことである。現在では新しい教会法をノルウェーにもたらしたのもオーラヴとグリムケルではないと考えられているが、オーラヴによるものとされていた。ただ、オーラヴはノルウェー内にキリスト教を広めようとしたことは事実のようである。
また、キリスト教徒としてのオーラヴについても疑問点が残されている。オーラヴは、他のスカンジナビアの王と同様にキリスト教を権力の拡大と集権化に用いたとみられている。オーラヴによるスカルド詩にはキリスト教について全く触れられておらず、恋愛に関する叙述には北欧神話が用いられており、しかもオーラヴが多くの妻を持っていたとも考えられているからである。
オーラヴの事績については、スカンジナビアにおけるキリスト教化の長い過程の中で別個のキリスト教徒によってなされたものが融合した結果、できあがったものとみなす説もある。この説ではオーラヴがキリスト教徒でなかったとはしていないが、 後世の聖人伝やサガにあるようにスカンジナビアで速やかにキリスト教化が進んだとは考えられないとしている。オーラヴは後世の文献にはノルウェーのキリスト教化を速やかに進めた奇跡的な人物として描かれているが、オーラヴのスカルド詩にあるように実際にはそのような事実はなかった。

## 聖人としてのオーラヴ
オーラヴはすぐにノルウェーの守護聖人となった。その列聖は死後1年で司教グリムケルによりなされた。オーラヴへの崇敬は国を一つにまとめただけではなく、通常は困難であった国の改宗も実現させた。
後世においてオーラヴがノルウェーの守護聖人となったことや、後の中世聖人伝やノルウェーの伝承におけるオーラヴについての記述により、実際のオーラヴの性格を知ることが困難となっている。歴史上の出来事から判断すると、何よりもまず失敗した統治者であり、その権力もクヌート大王との同盟によるものであったことがうかがえる。オーラヴ自身が権力を誇示しようとした時には逃亡を余儀なくされ、再征服はすぐに失敗に終わったからである。
オーラヴの立場が死後に上昇した理由がいくつか考えられる。ノルウェーのキリスト教化におけるオーラヴの役割について触れられた後世の伝説、各王家との血縁関係、そして後世におけるそれら王家の正当化の必要性などが理由であると考えられる。

### ノルウェーの改宗

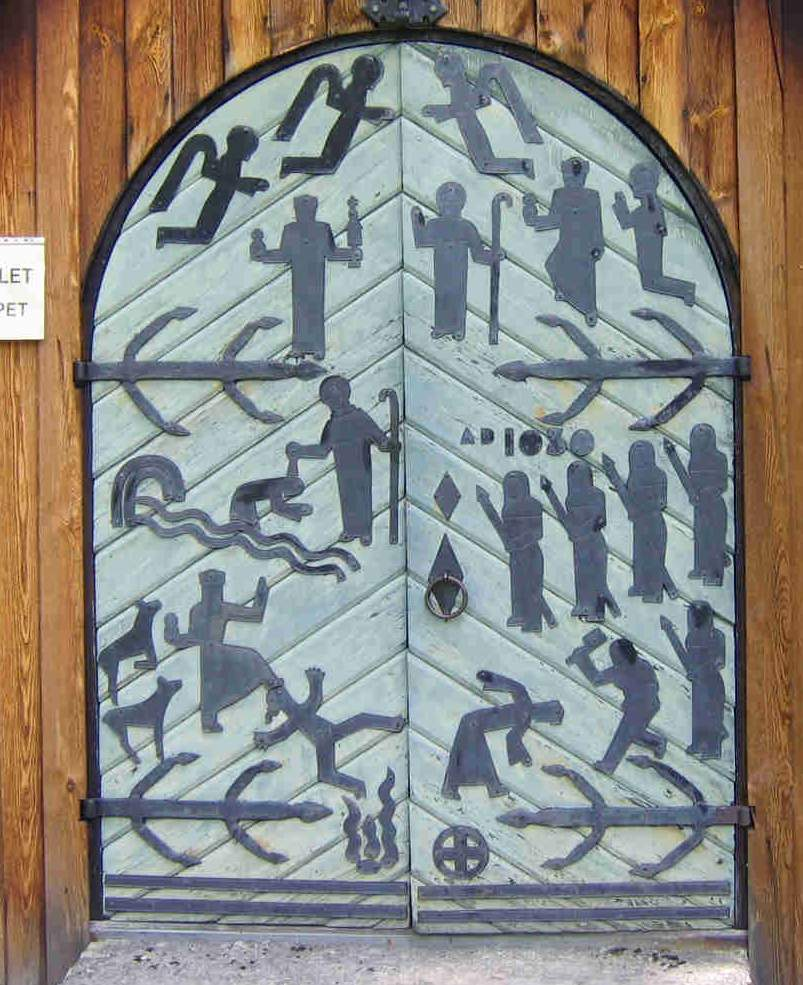
ハルデモ（ネルケ地方）にあるスターヴ教会の扉の錬鉄製装飾。逃亡中に地元民に洗礼を施している。

オーラヴ2世およびオーラヴ1世はともにノルウェーの最終的なキリスト教化における立役者であるとされてきた。しかし、巨大な石製の十字架や他のキリスト教関連物から、ノルウェーの海岸地域はオーラヴよりもはるか前の時代にキリスト教化したとみられている。ホーコン1世（920年頃 - 961年）以降のノルウェー王は1人を除き全てキリスト教徒であり、オーラヴと対立していたクヌート大王もキリスト教徒であった。明らかなのは、何よりもイングランド、ノルマンディーおよびドイツから司教を招へいしオーラヴが教会組織をより整備したことと、内陸部もキリスト教化を推し進めたことである。内陸部は他のヨーロッパ地域との交流が少なく、農業中心の地域であり、従来の豊穣祈願の儀式を行う傾向が他の地域よりも強かった。

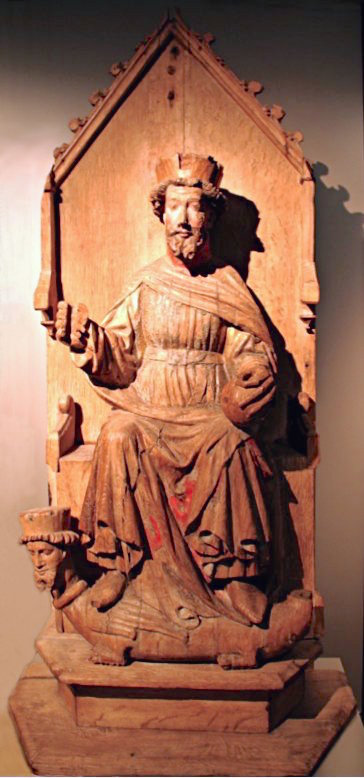
聖オーラヴ像（アウステボル教会）

「クリの石」に書かれた文をもとに、オーラヴが1024年に法制度をノルウェー教会に導入したと一般に信じられている。しかし「クリの石」は、解釈が困難でその内容を完全に理解することはできない。いずれにせよ、ノルウェーにおけるキリスト教会の法制化はオーラヴによるものであり、オーラヴによるノルウェーにおける教会法の導入はノルウェーの人びとや聖職者から高く評価されたため、1074年から1075年にかけて教皇グレゴリウス7世が妻帯の禁止を西欧の聖職者に徹底させようとしたとき、オーラヴが導入した教会法には妻帯禁止について触れられていなかったがゆえに、ノルウェーではほとんど無視された。1153年にノルウェー教会によって首都大司教区がつくられ、王権と切り離され教皇に対し責任を負うようになった以降になってはじめて、教会法（Canon law）がノルウェー教会でより重要視されるようになった。
オーラヴ2世の改宗運動においては、ヘイムスクリングラなどの文献にあるように、強要と暴力が行われたと考えられている。

### 聖オーラヴの子孫
様々な理由で1035年のクヌーズ王の死は最も重要であるが、1030年のオーラヴの死後、不満を持ったノルウェー貴族がデンマークのもとで統治したものの、オーラヴとアルヴヒルドとの間の庶子マグヌス1世がノルウェーを継承し、一時的にではあるがデンマークも支配した。デンマークではマグヌスの統治期間中に多くの教会がオーラヴに奉献され、マグヌスの側では死んだ父親に捧げる儀式を奨励する努力がなされたことがうかがわれる。このような動きはスカンジナビアの王国では典型的なこととなった。キリスト教以前においてはスカンジナビアの王たちは、北欧神話の神オーディンの、またはスウェーデンの古ウプサラにおいてはフレイの子孫と称することで自らの権利を主張してきた。そして、キリスト教が広まったのちは、統治権の正統性と国家の威信は高徳な王の子孫であることに基づいていた。このため歴代のノルウェー王は聖オーラヴに対する儀式を、スウェーデン王は聖エリク（エリク9世）に対する儀式を、デンマーク王は聖クヌーズ（クヌーズ4世）に対する儀式をそれぞれ奨励したのであり、それはイングランドでノルマン朝およびプランタジネット朝の諸王が戴冠式を行うウェストミンスター寺院においてエドワード懺悔王に対する儀式を奨励したのと似ていた。

### 聖オーラヴ

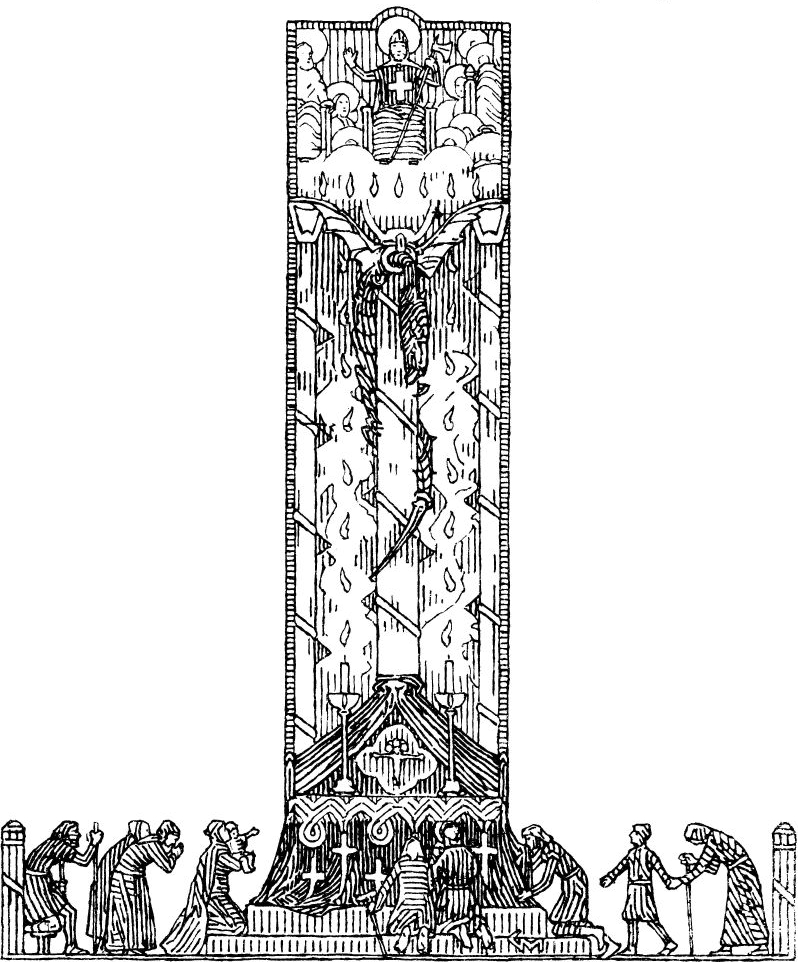
オーラヴ聖王のサガ（ヘイムスクリングラ）の聖オーラヴ、イェールハルド・ムンテによるもの（1899年）

オーラヴがイングランドから連れてきた司教の中に、グリムケル（ラテン語: Grimcillus）がいる。彼はオーラヴが死んだとき唯一国内に残された宣教司教であったと考えられており、1031年8月3日のオーラヴの列福を支持した。グリムケルは後にスウェーデンのシグトゥーナの初代司教となった。
その時代においては、現地の司教らが聖人であると認め公表することが一般的で、ローマ教皇庁を通した正式な列聖の手続きは慣習とはなっていなかった。オーラヴの場合も、1888年までローマ教皇庁による正式な列聖は行われなかった。しかし、オーラヴ2世は東西教会の分裂前に亡くなっており、この時点ではスカンジナビアにおいては厳格なローマ＝カトリック典礼式はまだ根付いていなかった。オーラヴは正教会においても多くの正教会信者、特に西欧人の誇りをもって列聖されている。
グリムケルは後に南東イングランドにあるセルジー教区の司教になった。それがイングランドで聖オーラヴに対する典礼儀式の最も早い形跡が見られる理由であろう。聖オーラヴに対する聖務日課（教会の祈り）がいわゆる『レオフリック・コレクター』（Leofric collector, 1050年頃）の中に見られる。それは彼の遺書とエクセター司教レオフリックのエクセター大聖堂宛の遺書の中に残されていた。このイングランドにおける礼拝は長くは続かなかったようである。
ブレーメンのアダムは1070年頃にニーダロスにある聖オーラヴ霊廟への巡礼について記述しているが、それが12世紀半ば以前のノルウェーにおける聖オーラヴへの崇敬を示す唯一のはっきりとした事例である。この時までにアダムはオーラヴを「ノルウェーの永遠の王」とも記述している。1152年もしくは1153年に、ニーダロスにはルンドから独立して新たに大司教区が設けられた。公式であれ非公式であれ、それは分からないものの、その前にニーダロスで行われたであろうオーラヴの列聖は、大司教区の独立の時点で強調され正式なものとされたと考えられている。
ソーラリンのスカルド詩『Glælognskviða』（『Sea-Calm Poem』）は1030年から1034年頃に書かれたものであるが、それにより初めて聖オーラヴの行った奇跡を知ることができる。一つは今でも崖の側面で見られるウミヘビを殺して山の上に投げ入れたというもので、もう一つはオーラヴの死の日に起こったことであるが、オーラヴの血のついた手で盲目の男の目をこすったところ、目が見えるようになったというものである。
中世の間に聖オーラヴを祝福するために用いられたテキストはおそらく2代ニーダロス大司教エイステイン・エルレンズソン（1161年 - 1189年）により編纂されたものと考えられている。『Glælognskviða』に見られる9つの奇跡がこの祈祷中にある一連の奇跡の中心をなしている。
聖オーラヴはノルウェーだけでなくスカンジナビア全体で広く人気がある。オーラヴに奉献された教会が数多くノルウェー、スウェーデンおよびアイスランドに存在する。フィンランドにおいてもオーラヴの名はよく知られており、霊廟を見学するためスカンジナビアから多くの人が訪れている。イングランドにおける初期の崇敬は別とすると、ノルウェー以外ではオーラヴに関する資料は散在したものしか存在しない。イングランドにはオーラヴに奉献された教会が存在する（およそセント＝オレーヴの名がつけられている）。ヨークのセント＝オレーヴ教会は『アングロサクソン年代記』の1055年の項に、教会の創立者であるノーサンブリア伯シワードの埋葬地として書かれている。この教会が最古の記録に残るオーラヴに奉献された教会とみられ、1050年代前半のイングランドにおいて聖オーラヴ崇敬がなされたことを示すさらなる証拠である。シティ・オブ・ロンドンにあるセント＝オレーヴ・ハートストリート教会にはサミュエル・ピープスとその妻が埋葬されている。ロンドン橋の南にある聖オラヴ教会はトゥリー街および「セント＝オレーヴ連合教区」（後にバーモンジー区）の命名をした。ロザーハイズにあったその救貧院は後にセント＝オレーヴ病院、そしてノルウェー教会であるセント＝オレーヴ教会から数百メートルの所に位置する老人ホームとなった。また、1571年に設立され、1968年までトゥリー街にあった「セント・オレーブズ・グラマー・スクール」にもその名が用いられている。1968年にこの学校はケント州オーピントンに移転している。
聖オーラヴは聖母マリアと同様にヴァリャーグ教会の守護聖人でもあった。ヴァリャーグは東ローマ皇帝の護衛のために雇われたスカンジナビア人戦士である。その教会はコンスタンチノープルのハギア・エイレーネ教会のそばにあったと考えられている。マドンナ・ニコポイアのイコンは現在はヴェネツィアのサン・マルコ寺院にあり、これはビザンティン軍の戦闘で持ち込まれたと考えられているが、かつてはこの教会にあったと信じられている。このように、聖オーラヴは東西教会の分裂前のカトリック、正教会のいずれでも列聖された最後の聖人であった。
ローマのサンティ・アンブロージョ・エ・カルロ・アル・コルソ聖堂も聖オーラヴに奉献された教会である。その祭壇画はドラゴンを倒すヴァイキングの王として聖オーラヴが描かれており、これは1893年に教皇レオ13世の叙階50周年を記念して執事ヴィルヘルム・ウェーデル＝ヤールスベルクから教皇に贈られたものである。
サン・カルロ・アル・コルソはノルウェー以外で唯一残っている聖オーラヴの霊廟であろうと思われる。ドイツでは、コブレンツにかつて聖オーラヴの霊廟があった。これは1463年もしくは1464年にハインリヒ・カルタイセン（Heinrich Kalteisen）によって、彼の隠居所であったコブレンツの隣「アルトシュタット」（ドイツ語で「古い町」の意）のドミニコ会修道院に建てられたものであった。カルタイセンはノルウェーのニーダロス大司教を1452年から1458年まで6年間勤めた。1464年にカルタイセンが死去した時、カルタイセンはこの霊廟の祭壇の前に葬られた。しかしこの霊廟は現存していない。このドミニコ会修道院は1802年に修道院でなくなり、1955年に解体されたからである。現在この地には1754年につくられたロココ様式の門だけが残されている。
最近、聖オーラヴの墓所のあるニーダロス大聖堂への巡礼ルートが再び利用されるようになった。この道は「聖オーラヴ街道」として知られている。主街道は全長約640kmで、古来のオスロから始まって北に向かい、 ミョーサ湖に沿ってグドブラン渓谷に上り、ドヴレフエル山脈を通ってオークダル渓谷へと下り、最終的にトロンハイムのニーダロス大聖堂に行きつく。巡礼に関する情報を提供する巡礼オフィスがオスロにあり、また、トロンハイムには巡礼センターが大聖堂により設けられていて、そこでは巡礼をなし遂げたことを示す証明書が発行されている。しかし、聖オーラヴの遺物は今はニーダロス大聖堂にはない。
聖オーラヴの亡くなった7月29日には、聖オーラヴがキリスト教化したフェロー諸島では、オーラヴを記念してオラフ祭が行われており、この日は国民の祝日となっている。フェロー諸島のみ唯一この日を祝日としている。

## オーラヴ2世の系譜
オーラヴ2世はハーラル1世の男系子孫と伝えられているが、実際はそうではないと考えられている。（系図はホールファグレ朝#系図を参照）

## 関連書籍
- スノッリ・ストゥルルソン 「オーラヴ聖王のサガ」『ヘイムスクリングラ - 北欧王朝史 （二）』 谷口幸男訳、北欧文化通信社〈1000点世界文学大系 北欧篇3-2〉、2009年3月。ISBN 978-4-938409-04-3。
- スノッリ・ストゥルルソン 「オーラヴ聖王のサガ（2）」『ヘイムスクリングラ - 北欧王朝史 （三）』 谷口幸男訳、北欧文化通信社〈1000点世界文学大系 北欧篇3-3〉、2010年1月。ISBN 978-4-938409-06-7。